# Carme Riera Guilera
Pour les articles homonymes, voir Riera.
Œuvres principales
- Dins el darrer blau
- Por el cielo y más allá
- Cap al cel obert

Carme Riera Guilera, de nom de plume Carme Riera, née en 1948 à Palma de Majorque, est une écrivaine de langue catalane et castillane et professeur d'espagnol.
Elle a reçu de nombreux prix, dont le Prix national de Narration en 1995, la Creu de Sant Jordi en l'an 2000, le Prix national de littérature de la Generalitat de Catalogne en 2001 et le Prix national des lettres espagnoles en 2015. En avril 2012 elle a été élue membre de l'Académie royale espagnole.

## Biographie

### Jeunesse et formation
Née en 1948 à Palma de Majorque, Carme Riera passe son enfance et adolescence dans sa ville natale. Elle y rencontre des personnalités connues telles que Eusebio Estada et Valeriano Weyler. Très jeune, elle commence à écrire ses propres versions des histoires que lui conte sa grand-mère.
Elle déménage à Barcelone en 1965 pour effectuer des études de philologie hispanique à l'Université autonome de Barcelone (UAB). Elle est aussi durant ces années engagée auprès de groupes étudiants féministes, contre la guerre du Viêt Nam et la dictature franquiste.

### Carrière à l'université
Après à ses études, elle devient professeure de littérature espagnole à l'Université autonome de Barcelone dès 1995. En 2002, elle devient directrice de la chaire José Agustín Goytisolo. Elle continue d'enrichir son œuvres de références à la littérature espagnole du Siècle d'Or et de la littérature catalane de l'École de Barcelone.
Elle devient par la suite professeure de Langue et Littérature espagnole à l'Institut national, et occupe aussi de nombreux autres postes prestigieux à l'étranger et dans diverses universités telles que la Sorbonne, Harvard, l'Université de Puerto Rico, Complutense de Madrid.

### Écriture
Elle se met à l'écriture et publie en 1980 son premier roman Una primavera per a Domenico Guarini, qui reçoit le prix Prudenci Bertrana. Dès 1975, elle avait publié un premier recueil de nouvelles, Te deix, amor, la mar com a penyora.
Dans ses romans, elle développe beaucoup le caractère des personnages et s'appuie sur des éléments historiques.
Son œuvre littéraire, en catalan, a été traduite en allemand, anglais, espagnol, grec, français, italien, néerlandais, russe.
Son œuvre critique et ses essais sont écrits en espagnol.
En avril 2012 elle est élue membre de l'Académie royale espagnole.
Elle est professeure à l'université autonome de Barcelone.

### Carrière juridique
Carme Riera est nommée présidente de l'entité de gestion des droits d'auteurs espagnols CEDRO de juin 2015 à 2029, puis à nouveau en 2023.

## Influences
Les vastes connaissances littéraires, conséquence d'un intérêt passionné pour la littérature savante, forment un vaste cadre de références. Sappho, Pétrarque, Goethe et Virginia Woolf défilent à travers ses pages, mais aussi les auteurs de la littérature espagnole, comme Cervantes, Clarín, Laforet, Valle-Inclán, Gil de Biedma... Cependant, l'autrice a placé les racines de son récit dans les contes majorquins et le travail de deux écrivaines cruciaux dans la construction du récit catalane contemporaine : Víctor Català et Mercè Rodoreda.

## Prix littéraires
En 1980, elle reçoit le prix Prudenci Bertrana pour le roman Una primavera per a Domenico Guarini, en 1989 le prix Ramon Llull pour le roman Joc de Miralls, en 1994 les prix Josep Pla, Lletra d'Or, Joan Crexells et le Prix national de littérature narrative (pour la première fois venant récompensé un roman rédigé en catalan) pour Dins el darrer blau, oeuvre dans laquelle elle aborde le genre littéraire du roman historique. En 2001, elle reçoit le prix national de littérature de la Generalitat de Catalogne et le prix de la critique Serra d'Or pour Cap al cel obert et en 2003, le prix Sant Jordi du roman pour La meitat de l'ànima. L'année 2005, l'Associació d'Escriptors en Llengua Catalana rend hommage à l'ensemble de son œuvre.
Elle est récompensée en 2015 du prix national des lettres espagnoles.

## Distinctions
- 2000 : Creu de Sant Jordi, distinction décernée par la Generalitat de Catalogne
- 2005 : Medaille d'Or du Conseil de Majorque
- 2015 : Prix national des lettres espagnoles[9]
- 2016 : Premio Sant Joan de Novela 2016 pour Les darreres paraules

## Œuvre littéraire en catalan
- 1975 : Te deix, amor, la mar com a penyora
- 1977 : Jo pos per testimoni les gavines
- 1980 : Gairebé un conte o la vida de Ramon Llull
- 1980 : Una primavera per a Domenico Guarini
- 1980 : Els cementiris de Barcelona
- 1981 : Epitelis tendríssims
- 1987 : Qüestió d'amor propi
- 1988 : La molt exemplar història del gos màgic i de la seva cua
- 1989 : Joc de miralls
- 1991 : Contra l'amor en companyia i altres relats
- 1994 : Dins el darrer blau
- 1998 : Temps d'una espera
- 2000 : Cap al cel obert
- 2003 : Llengües mortes
- 2003 : El gos màgic
- 2003 : El meravellós viatge de Maria al país de les tulipes
- 2003 : Antologia de poesia catalana femenina
- 2004 : La meitat de l'ànima
- 2006 : L'estiu de l'anglès
- 2009 : Amb ulls americans
- 2011 : Natura quasi morta
- 2015 : La veu de la sirena
- 2016 : Les darreres paraules

## Œuvres traduites en français
- 2006 : La Moitié de l'âme (Seuil)
- 2006 : La Moitié de l'âme, édition en gros caractères (Feryane)
- 2008 : La Moitié de l'âme (Points)